# Седертельє Футболсарена
«Седертельє Футболсарена» (швед. Södertälje Fotbollsarena) — футбольний стадіон у місті Седертельє, Швеція, домашня арена ФК «Сиріанска».
Стадіон побудований та відкритий 2005 року поблизу критої спортивної арени «Axa Sports Center». У 2014 році на полі встановлено нове штучне покриття із системою обігріву. Арена є сучасним футбольним стадіоном з належною інфраструктурою і відповідає вимогам ліги Аллсвенскан та УЄФА. Потужність арени становить 6 400 глядачів, із яких 3 500 забезпечені сидячими місцями на одній трибуні та 2 900 — стоячі місця. На стадіоні також є VIP-сектор. 
Арена відома за прізвиськом «Ялла-Валлен еллер Яллавалла».